# Интегрални рачун
Интегрални рачун, област математике која заједно c диференцијалним рачуном сачињава основу математичке анализе; његови главни творци су Лајбниц и Њутн, који су независно један од другог истовремево нашли везу између неодређеног и одређеног интеграла (Њутн-Лајбницова формула). 